# یورای بارتوس
یورای بارتوس (اسلواکی: Juraj Bartusz؛ زادهٔ ۲۳ اکتبر ۱۹۳۳) مجسمه‌ساز اهل کشور اسلواکی است که به خاطر مجسمه‌های زمان-فضایی و رویکرد غیر متعارفش به مجسمه‌ها و اشیاء از اواسط دهه ۱۹۶۰ تا کنون شناخته شده‌است. 